# Villagómez
Villagómez là một khu tự quản thuộc tỉnh Cundinamarca, Colombia. Thủ phủ của khu tự quản Villagómez đóng tại Villagómez Khu tự quản Villagómez có diện tích ki lô mét vuông. Đến thời điểm ngày 28 tháng 5 năm 2005, khu tự quản Villagómez có dân số 2411 người.